# هوبارت فريمان
هوبارت فريمان (بالإنجليزية: Hobart Freeman)‏ هو مؤلف أمريكي، ولد في 17 أكتوبر 1920 في يوينغ في الولايات المتحدة، وتوفي في 8 ديسمبر 1984 في Shoe Lake (Indiana) ‏ في الولايات المتحدة.